# 廷杰
廷杰（1840年—1911年）, 瓜爾佳氏, 字用宾，满洲正白旗人，清末官員。
同治丁卯科举人，光绪二年（1876年）进士。授刑部主事，历官郎中、承德府知府、奉天府府尹、直隶布政使。光绪三十年（1904年），代理盛京户部侍郎。次年，代理盛京将军，迁热河都统。宣统元年（1909年），任法部尚书。子保衡娶那桐第四女。